# Alanis Morissette
Alanis Nadine Morissette (Ottawa, 1 de juny de 1974) és una cantant i compositora canadenca. Al llarg de la seva vida ha venut 60 milions de discos, 33 dels quals per Jagged Little Pill, ha estat nominada 14 vegades pels Premis Grammy, i ha obtingut el guardó en 7 ocasions, a més de l'àlbum de l'any el 1996. També ha rebut 12 premis Juno (Grammy del Canadà).

## Biografia
És filla de dos professors d'una escola militar; Alan Morissette, d'origen canadenc-francès, i Georgia Feverstein, d'origen hongarès-alemany. També té dos germans, un de petit que es diu Wade i l'altre es diu Chad.
De petita li agradava el ballet i la música, i als 6 anys va començar a fer classes de piano. Als 11 anys va participar en un show de televisió per nens de la cadena Nickelodeon.

## Discografia
- Alanis (1991)
- Now Is the Time (1992)
- Jagged Little Pill (1995)
- Supposed Former Infatuation Junkie (1998)
- Under Rug Swept' (2002)
- So-Called Chaos (2004)
- Flavors of Entanglement (2008)
- Havoc and Bright Lights (2012)
- Such Pretty Forks in the road (2020)[3]

## Videografia
- Jagged Little Pill, Live (1997)
- Alanis Morissette: Live in the Navajo Nation (2002)
- Under Rug Swept DVD Audio (2002)
- Feast on Scraps (2002)
- VH1 Storytellers: Alanis Morissette (2005)
- Global Warming: The Signs and The Science (2005) — Organitzat
- The Collection CD/DVD Edition (2005)
- The Great Warming (2006) — Organitzat

## Filmografia
| Pel·lícula | Pel·lícula                      | Pel·lícula        | Pel·lícula                              |
| Any        | Nom                             | Paper             | Notes                                   |
| ---------- | ------------------------------- | ----------------- | --------------------------------------- |
| 1999       | Dogma                           | Déu               |                                         |
| 2001       | Jay and Silent Bob Strike Back  | Déu               | Cameo                                   |
| 2004       | De-Lovely                       | Cantant anònima   | Canta "Let's Do It, Let's Fall in Love" |
| 2005       | FUCK                            | Ella mateixa      | Documental                              |
| TBA        | Radio Free Albemuth             | Sylvie            |                                         |
| Televisió  |                                 |                   |                                         |
| Any        | Nom                             | Paper             | Notes                                   |
| 1986       | You Can't Do That on Television | Ella mateixa      |                                         |
| 1999       | Sex and the City                | Dawn              | Episodi "Boy, Girl, Boy, Girl"          |
| 2002       | Curb Your Enthusiasm            | Ella mateixa      | Episodi "The Terrorist Attack"          |
| 2004       | American Dreams                 | Cantant a la Lair | Episodi "What Dreams May Come"          |
| 2005       | Degrassi: The Next Generation   | Principal         | Episodi "Goin' down the Road: Part 1"   |
| 2006       | Lovespring International        | Lucinda           |                                         |
| 2006       | Nip/Tuck                        | Poppy             |                                         |
| 2009–2010  | Weeds                           | Dr. Audra Kitson  |                                         |
| Teatre     |                                 |                   |                                         |
| Any        | Nom                             | Paper             | Notes                                   |
| 1999       | The Vagina Monologues           |                   |                                         |
| 2004       | The Exonerated                  |                   | Interpreta Sunny Jacobs                 |
| 2010       | An Oak Tree                     |                   |                                         |

## Guardons
Premis
- 1996: Grammy al millor àlbum de rock

Nominacions
- 1996: Grammy al millor nou artista